# Dommartin-Lettrée
Dommartin-Lettrée ist eine französische Gemeinde im Département Marne in der Region Grand Est. Sie hat eine Fläche von 32,56 km² und 163 Einwohner (2022).

## Geografie
Dommartin-Lettrée liegt in der Champagne-Sèche, 25 Kilometer südlich von Châlons-en-Champagne. Durch das waldlose Gebiet der Gemeinde fließt die Soudé. Im Westen der Gemeinde befindet sich der Anschluss der Autoroute A26 an den Flughafen Châlons Vatry. Nahe diesem Anschluss wird an zwei Stellen Erdöl gefördert. Dommartin-Lettrée wird umgeben von den Nachbargemeinden Cernon im Norden, Coupetz im Nordosten, Faux-Vésigneul im Osten, Soudé im Süden sowie Sommesous im Westen.

## Bevölkerungsentwicklung
| Jahr                       | 1962 | 1968 | 1975 | 1982 | 1990 | 1999 | 2011 | 2018 |
| -------------------------- | ---- | ---- | ---- | ---- | ---- | ---- | ---- | ---- |
| Einwohner                  | 214  | 216  | 166  | 179  | 169  | 153  | 154  | 154  |
| Quellen: Cassini und INSEE |      |      |      |      |      |      |      |      |